# Русские добровольческие отряды в Югославии
Ру́сские доброво́льческие отря́ды в Югосла́вии (серб. Руски добровољачки одреди у Југославији, макед. Руски доброволни единици во Југославија) — обобщающее название для формирований добровольцев из стран бывшего СССР (преимущественно из России и Украины), принимавших участие в конфликтах во время распада Югославии на стороне вначале югославских, а затем сербских войск и вооружённых формирований. Участвовали в боевых действиях в Хорватии, Боснии и Герцеговине, Косове и Метохии и Македонии. По разным оценкам, число добровольцев составляло от нескольких сотен до десяти тысяч человек. В списке погибших добровольцев в русских отрядах в годы войн в Хорватии и Боснии и Герцеговине значатся 43 человека, ещё трое погибли во время Косовской войны. Оценки участия добровольцев в конфликтах в бывшей Югославии различны: одни говорят о них как о героях, другие обвиняют в наёмничестве и совершении военных преступлений.

## Распад Югославии
После смерти Тито в 1980 году центробежные тенденции в Югославии усилились. В 1981 году произошли беспорядки в Косове и Метохии, вызванные массовыми демонстрациями косовских албанцев, требовавших превращения автономного края в республику или его независимости от Югославии. Руководство союзных республик Словении и Хорватии также стремилось к децентрализации и демократическим преобразованиям. В свою очередь, власти в Белграде хотели подавить сепаратистские движения в стране. В начале 1990-х годов сербское руководство во главе со Слободаном Милошевичем фактически упразднило автономию Косова.
Одновременно с требованиями децентрализации и получения более широкой автономии в Словении и Хорватии происходил рост национализма. После прихода к власти в Сербии Милошевича югославское руководство заявило о необходимости централизованного управления из Белграда. Противоречия между союзными республиками и федеральным центром нарастали. Помимо роста национализма в Словении и Хорватии, сербский национализм также становился угрозой единому югославскому государству.
Пришедшее к власти в Хорватии Хорватское демократическое содружество во главе с Франьо Туджманом провело ряд мер, которые жившие в Хорватии сербы оценили как националистические и дискриминационные. Летом 1990 года хорватские сербы начали создание культурно-политической автономии, которая объединяла те общины, где сербы составляли большинство либо значительный процент населения. Движение за автономию сербов в рамках Хорватии переросло в движение за присоединение к Югославии: с одной стороны, из-за политики Хорватии, направленной на полную самостоятельность республики, а с другой — из-за поданных Белградом надежд на поддержку в борьбе за объединение всех сербов в одном государстве. В историографии эти события именуются «Революцией брёвен»; созданная сербами автономия, позднее провозгласившая независимость, получила название Сербской Краины. Вслед за этим последовал ряд столкновений между хорватской полицией и сербскими ополченцами, которые после провозглашения Хорватией независимости 25 июня 1991 года переросли в полномасштабную войну. После попыток разъединить противоборствующие стороны Югославская народная армия была втянута в боевые действия на стороне краинских сербов. Война в Хорватии длилась до конца 1995 года.
Весной 1992 года начались также боевые действия в Боснии и Герцеговине. Они были вызваны стремлением боснийских мусульман и хорватов отделиться от Югославии, чему противились боснийские сербы. Также имели место и другие противоречия между населявшими республику народами. Вооружённые столкновения начались после расстрела сербской свадьбы в Сараеве 1 марта 1992 года и вскоре переросли в масштабную войну, длившуюся до декабря 1995 года.
В 1998 году началась Косовская война. Радикальные политики из числа косовских албанцев создали Армию освобождения Косова (АОК), заявившую о желании вооружённым путём добиваться присоединения Косова и Метохии к Албании либо независимости от Югославии. АОК начала атаки на югославских силовиков и мирных граждан, что спровоцировало увеличение в Косове армейского контингента и начало масштабных операций армии и полиции против бойцов АОК, которые также сопровождались жертвами среди гражданских лиц. Вскоре конфликт был интернационализирован, переговоры между югославскими руководством и лидерами косовских албанцев ни к чему не привели. 24 марта 1999 года начались бомбардировки Югославии странами НАТО. Их завершение 10 июня того же года и подписание Кумановского соглашения окончили войну.
В 2001 году произошёл конфликт в Македонии, когда живущие в республике албанцы создали Армию национального освобождения и начали борьбу за независимость районов, где они составляли большинство населения. Под давлением международного сообщества стороны заключили Охридское соглашение, после которого урегулирование конфликта продолжилось путём переговоров.

## Численность добровольцев
Точная численность добровольцев из бывшего СССР, принимавших участие в боевых действиях в ходе распада Югославии, неизвестна. Оценки разнятся от нескольких сотен до десяти тысяч человек.
В 1993 году хорватская сторона сообщала о полутора тысячах русских, воюющих в сербских армиях. Мусульмане в Боснии в октябре 1994 заявили о пяти тысячах русских «наёмников», сражавшихся в тот момент на сербской стороне. В период с 1992 по 1995 год на территории Боснии постоянно действовали два-три небольших русских подразделения. Суммарное число русских волонтёров на фронте зимой-весной 1993 года превышало полсотни. Всего же, по расчётам российских журналистов и самих добровольцев, через эту войну прошло несколько сотен добровольцев из республик бывшего СССР; как минимум 35—40 погибли, ещё около двадцати стали инвалидами. Семнадцать русских добровольцев, погибших в боях в 1994—1995 годах, похоронены на кладбище Дони-Милечи под Сараевом.
По данным сайта «Радио Свободная Европа», ссылающегося на архивы Гаагского трибунала, в войне в Боснии и Герцеговине в рядах армии боснийских сербов приняло участие от 529 до 614 человек из России, Греции и Румынии.
Боснийский исследователь и ветеран войны Азиз Тафро в своей книге «Русские и греческие наёмники в войне в Боснии и Герцеговине» утверждал, что на стороне сербов в Боснии сражалось до 10 000 человек из России. При этом единовременно на фронте находилось не менее 700 из них.
По данным Найджела Томаса и Крунослава Микулана, общая численность русских добровольцев, принимавших участие в войне в Боснии, составляла около 700 человек.

## Боевые отряды добровольцев

### РДО-1
В сентябре 1992 года в городе Требинье в Восточной Герцеговине был создан первый отряд русских добровольцев в Боснии, насчитывавший 10 бойцов. Возглавил его бывший морской пехотинец Валерий Власенко. Он воевал против армии боснийских хорватов и подразделений регулярной хорватской армии на протяжении сентября-декабря 1992 года. Ядро отряда составила группа добровольцев из Санкт-Петербурга. Отряд действовал в составе сводного сербо-русского подразделения в рамках армии боснийских сербов. В конце 1992 года РДО-1 прекратил своё существование.
Именно в РДО-1 были заложены некоторые традиции добровольцев и элементы униформы — такие, как чёрные береты и монархическая символика. Своими символами они считали чёрно-жёлто-белый флаг и большого двуглавого орла цвета бронзы с изображением святого Георгия Победоносца на груди. Монархизм, как правило, не был политическим убеждением, а являлся частью традиции. Боевая деятельность отряда сводилась к несению службы в дозорах, противодействию эпизодическим попыткам разведывательных групп противника пересечь линию фронта и ведению разведки в хорватском тылу.

### РДО-2
РДО-2, получивший из-за монархических убеждений нескольких его участников прозвище «Царские волки», был создан 1 ноября 1992 года в Вишеграде. Его командиром стал воевавший весной-летом 1992 года в Приднестровье 27-летний Александр Мухарев, получивший по инициалам позывной «Ас». Заместителем командира стал Игорь Гиркин, позднее ставшим известным как «Стрелков». По данным самих добровольцев, название «Царские волки» не прижилось в отряде, но его широко использовали в прессе. Отличительной особенностью РДО-2 было ношение чёрных беретов его бойцами.
Первой операцией бойцов РДО-2 стало определение и минирование позиций боснийских снайперов в Вишеграде. Первое же боестолкновение с противником произошло в глубоком боснийском тылу. После данной операции среди мусульманских военных начали ходить слухи о «целой бригаде русских наёмников».
За последние два месяца 1992 года отрядом, автономно и совместно с сербами, была проведена серия удачных диверсионных и разведывательных операций, однако 1 декабря отряд понёс первые потери — был убит москвич Андрей Нименко, ещё один боец был тяжело ранен.
28-го января 1993 года основная часть «Царских волков» передислоцировалась в Прибой, увезя с собой и знамя отряда. Там, в Прибое, отряд успешно воевал около двух месяцев. Затем, 27 марта, «Царские волки» уехали на западную окраину Сараева, в Илиджу. С мая их возглавлял Михаил Трофимов, позднее погибший в бою. В августе 1993 года РДО-2 прекратил своё существование, его знамя было сдано в Храм Святой Троицы в Белграде. В этой церкви в июле 1993 года была установлена доска с именами десяти погибших русских. Всего через отряд прошли около тридцати добровольцев, обычная же его численность составляла примерно человек десять. За девять месяцев боев РДО-2 потерял четырёх человек убитыми.
РДО-2 стал первым отрядом добровольцев с устоявшейся структурой, постоянным составом и своими традициями. Созданные позднее отряды старались продолжать его традиции.

### Первая казачья сотня
В конце 1992 года в России началось формирование казачьего отряда. Инициатором выступил Александр Загребов, сотрудничавший с руководством общины Вишеград в Республике Сербской. Набор казаков в отряд вёлся в нескольких российских городах, в том числе при помощи военного комиссара Саратова. Окончательная организация произошла в Москве. Среди членов отряда было велико количество бывших военных и ветеранов локальных конфликтов на территории бывшего СССР.
Казаки прибыли на территорию Республики Сербской 1 января 1993 года. Большая часть отряда была размещена в Вишеграде, меньшая — в населённом пункте Скелани. В этом районе они участвовали в боевых действиях до конца апреля 1993 года. Среди известных боевых операций казаков выделяются бои под Вишеградом, оборона Скелани от атак подразделений 28-й дивизии из Сребреницы, участие в наступлении в близ города Рудо, а также известная оборона гор Заглавак и Столац, где в ходе ожесточенных боев казаки и добровольцы понесли значительные потери.

### РДО-3
Осенью 1993 года был создан РДО-3, составленный из ветеранов и вновь прибывающих добровольцев. Во главе отряда в ноябре того же года встал бывший мичман морской пехоты и ветеран боевых действий в Анголе и Абхазии 39-летний Александр Шкрабов. РДО-3 базировался на юго-восточной окраине Сараева, входил в состав вч. 7512 и был приписан к Новосараевскому четническому отряду, состав которого состоял из сербских и иностранных добровольцев. Командиром отряда был воевода Славко Алексич.
РДО-3 принимал участие в боях в районе Еврейского кладбища в Сараеве, на горе Игман, а также у населённых пунктов Олово и Трново. Весной 1994 года отряд участвовал в наступлении ВРС на Горажде. Где принимал прямое участие по взятию и уничтожению известной фабрики «Победа». 4 июня 1994 года при штурме укрепрайона на горе Мошевичка в районе города Олово погиб Александр Шкрабов. Некоторое время отряд продолжал существовать, но осенью того же года он распался, а большинство его бойцов перешли в специальный отряд «Белые волки», базировавшийся на Яхорине.

### «Белые волки»
Отряд «Белые волки» был создан в 1993 году как 4-й разведывательно-диверсионный отряд Сараевско-Романийского корпуса. Он был укомплектован добровольцами и подчинялся напрямую командованию корпуса. Командовал отрядом Срджан Кнежевич.
После гибели Александра Шкрабова РДО-3 распался и значительная часть добровольцев, в том числе из Болгарии, Румынии и других стран, перешла в «Белые волки». В его составе они воевали в Сараеве, а также некоторых других участках фронта до конца войны. Зимой — весной 1996 года, после подписания Дейтонских соглашений, многие добровольцы покинули Республику Сербскую.
Осенью 1995 года, уже на заключительном этапе боевых действий, несколько добровольцев из «Белых волков» перешли в состав специального отряда «Волки с Дрины», который входил в состав 1-й Зворникской пехотной бригады Дринского корпуса ВРС.

### В Косове и Македонии
С началом бомбардировок странами НАТО Югославии в Москве некоторые партии и движения, в том числе ЛДПР, НПСР, Союз офицеров и некоторые казачьи организации, начали набор добровольцев для участия в боевых действиях. По данным ЛДПР, готовность отправиться в Югославии высказали до пяти тысяч человек. В НПСР назвали цифру в 1200 человек, которые дали согласие принять участие в боях. В то же время Министерство юстиции РФ выступило с заявлением о недопустимости таких действий. В прессе ряд организаций, ведущих набор добровольцев, был обвинён в создании незаконных вооружённых формирований.
В то же время, добровольцы отправлялись в Югославию самостоятельно, без помощи каких-либо организаций. Среди них были ветераны войны в Боснии и Герцеговине и других конфликтов. До того момента, как была закрыта граница Югославии, туда успели прибыть около 200 человек. По некоторым данным, среди них до половины составляли добровольцы с Украины. В отличие от войны в Боснии, в Югославии не было создано самостоятельных отрядов добровольцев; они попадали в различные сербские подразделения, в том числе в те, которые занимались прикрытием границы с Албанией.
Среди добровольцев в боях участвовал также будущий Герой России Анатолий Лебедь.
Небольшой отряд русских добровольцев, большинство которых были ветеранами конфликтов в Боснии и Косове, принимал участие в боевых действиях в Македонии на стороне македонских армии и полиции.

## Память
В 2013 году правительство Республики Сербской приняло решение посмертно наградить Орденом Милоша Обилича 29 добровольцев из бывшего СССР.
5 ноября 2011 года в Вишеграде в Республике Сербской был открыт памятник русским добровольцам, на котором высечены имена 37 погибших добровольцев. Его автором стал белградский скульптор Небойша Савович. На открытии присутствовали ветераны добровольческих отрядов и Войска Республики Сербской, члены семей погибших, а также представители Правительства РС, в том числе министр труда и защиты ветеранов и инвалидов Петар Джокич. В день открытия памятника к нему возложили венки более 20 делегаций. Открытие памятника вызвало критику со стороны мусульманских обществ жертв войны.
15 декабря 2016 года в церкви Святой Троицы в Белграде была освящена мемориальная доска со списком добровольцев, погибших в войнах в бывшей Югославии. На церемонии освящения присутствовали семьи погибших, посол Беларуси в Сербии Владимир Чушев, представители российского посольства в Сербии, министр труда и защиты ветеранов и инвалидов Республики Сербской Миленко Саванович и др. Доска была установлена на месте прежней, поставленной в 1995 году и повреждённой во время бомбардировок Белграда авиацией НАТО, когда от бомб пострадала и сама церковь Святой Троицы.

## Оценки и мнения
Оценки участия добровольцев в конфликтах в бывшей Югославии различны и варьируются от мнений о них как о героях до обвинений в наёмничестве и совершении военных преступлений.
В Сербии и Республике Сербской должностные лица неоднократно заявляли о важной роли, которую добровольцы играли в ходе конфликта. Например, министр труда и защиты ветеранов и инвалидов Республики Сербской Миленко Саванович отмечал, что сербы должны ценить вклад русских добровольцев в их защиту. По его словам, добровольцы приняли участие в войне, когда это было наиболее необходимо, и помогли защитить сербов в районах, охваченных боями. Схожую оценку высказал Петар Джокич, также бывший министром в Правительстве РС. Он отметил, что добровольцы прибыли на войну, когда положение РС было наиболее тяжёлым, и подчеркнул, что Республика Сербская продолжит оказывать помощь семьям погибших добровольцев.
В современной сербской прессе особенно выделяется участие русских добровольцев в боях в Восточной Боснии и Подринье, в том числе бой за гору Заглавак. Отмечается, что их присутствие в значительной степени поднимало боевой дух в сербских подразделениях. Кроме того, добровольцы показывали высокие результаты в боях и, несмотря на свою малочисленность, были важной частью сербских войск.
Бойцов русских добровольческих отрядов, сражавшихся на стороне Войска Республики Сербской, после войны обвиняли в военных преступлениях, этнических чистках и наёмничестве. В частности, бывший майор армии боснийских мусульман Азиз Тафро летом 2014 года заявил, что Игорь Гиркин (Стрелков), во время войны в Боснии служивший в РДО-2 и получивший известность как командир сторонников ДНР в Славянске, был причастен к военным преступлениям в городах Вишеград, Фоча, Чайниче и Сараево. Добровольцев также обвиняли в контрабанде, этнических чистках и грабежах. По мнению политолога Али Кокнара, они были наёмниками и получали 200 немецких марок в месяц. Кокнар отмечал, что, тем не менее, ни один из русских добровольцев официально не был обвинён Гаагским трибуналом.
В 2003 году представитель Гаагского трибунала Ванесса Ле Роа утверждала, что трибунал собрал множество доказательств причастности добровольцев к военным преступлениям, однако Российская Федерация отказалась обсуждать вопрос выдачи их в Гаагу.
Добровольцы, участвовавшие в Косовской войне, также обвинялись в наёмничестве и совершении военных преступлений. Британская пресса писала, что десятки русских добровольцев принимали участие в атаках на населённые албанцами деревни близ Призрена. Британские журналисты со ссылкой на местных албанцев утверждали, что в населённом пункте Тусус русскими добровольцами, действовавшими совместно с сербскими паравоенными отрядами, было убито 22 мирных жителя. Кроме того, их обвиняли в совершении преступлений вокруг Ораховаца. Представители Пентагона летом 1999 года также заявляли о причастности добровольцев к военным преступлениям и о том, что будет проведено специальное расследование.

## Документальные фильмы и видео
- Отряд А. Александрова в Скелани. YouTube. Дата обращения: 26 сентября 2012.
- Репортаж НТВ о русских добровольцах. YouTube. Дата обращения: 26 сентября 2012.